# Иванковский сельский совет (Борщёвский район)
Иванковский сельский совет (укр. Іванківська сільська рада) — входит в состав
Борщёвского района
Тернопольской области
Украины.
Административный центр сельского совета находится в 
с. Иванков.

## Населённые пункты совета
- с. Иванков
- с. Бережанка
- с. Гуштинка
- с. Троица